# Лунцюань (монастырь)
Лунцюань — буддийский монастырь в пригороде Пекина.

## История
Начало строительства пекинского монастыря Лунцюань приходится на 957 г. н. э., первый год правления императора Инли династии Ляо. 11 апреля 2005 г. монастырь снова возобновил свою деятельность в качестве действующий религиозной организации.
Монастырь Лунцюань расположен у подножия хребта Фэнхуанлин («Феникс»), находящегося на север-западе Пекина, столицы Китая. В горах до сих пор сохранились руины монастырей и пещеры, которые использовались монахами для медитации. Есть такие места, как монастырь Дацзюэсы, монастырь Шанфансы, женский монастырь Хуанпу-юань, женский монастырь Мяофэнань, пещера Чаоян и др. На стенах некоторых из этих пещер ясно видны буддийские изображения, вырезанные в древности. Однопролетный каменный мост Цзиньлун («Золотой дракон») был построен первым настоятелем Цзишэном. Среди сохранившихся в Пекине мостов такого рода этот наиболее близок к оригинальному, изначальному виду. Деревья, мосты, камни — все они за свой долгий век были свидетелями истории монастыря.

## Сангха, монашеская община
В монастыре Лунцюань насчитывается более ста буддийских монахов. Члены сангхи проходят тщательный отбор и должны отвечать критериям веры, образования, понимания принципов организации, командного духа и решимости заниматься буддийской практикой. Сангха монастыря не только наследует лучшую традиционную монастырскую систему, но и при этом впитывает черты современного академического буддийского образования, одновременно делая акцент как на внутреннее самосовершенствование, так и на внешнее распространение Учения. В результате сформировалась новая высококвалифицированная сангха монастыря.
В сангхе каждый год проводится летнее затворничество; каждые полмесяца, согласно Винае, проходят чтение обетов и покаяние. Что касается управления, следуя традиционной системе Винаи и современному опыту управления монастырями, в монастыре Лунцюань сформировались два вида организации: этика буддийской дисциплины и административная этика. Все виды религиозной деятельности организованы в соответствии с этикой буддийской дисциплины, которая основана на монашеских обетах, старшинство здесь определяется уровнем и временем принятых обетов. В процессах деятельности выполняется опора на административную этику, которая основывается на принципах должностной иерархии.
В ноябре 2013 г. сангха монастыря Лунцюань начала проводить работы по упорядочиванию Великой корзины сутр (Трипитаки). За основу взята самая ранняя и самая полная версия «Золотая Трипитака города Чжао» (Чжао чэн цзинь цзан), собраны сохранившиеся разные версии Трипитаки, а также буддийские произведения, найденные в XX веке. В процессе сверки, толкований и упорядочения используются традиционные методы и современные технологии такие, как искусственный интеллект. В декабре 2015 г. вышла в свет серия «Замечания и пояснения к кодексу Винаи Наньшань», что открыло для современных людей дверь в сокровищницу буддийских канонов.

## Буддийская деятельность
В монастыре Лунцюань были созданы несколько отделов, таких как библиотека, канцелярия по Трипитаке, центр переводов, центр анимации, отдел благотворительности, отдел культуры. Массовые издания монастыря включают многоязычный «Миниблог монаха — 365 дней монастыря Лунцуань», «Постижение жизни» (на китайском, японском, корейском, английском, французском, тайском и вьетнамском языках), «Причины наших омрачений — в нас самих», «Как творить добро словами», «Как творить добро слушанием». Издания комиксов, мультфильмы получили премии на различных международных конкурсах.
Монастырь ведёт сайт «Голос Лунцюань» на семи языках, официальные аккаунты в программе Вэйсинь. Библиотека Лунцюань использует информационную базу данных для литературы, а также современную систему управления для учёта выданных книг, в 2017 г. впервые она была открыта для массового читателя. В работе упорядочения Трипитаки используются исследования в области технологий искусственного интеллекта, например, техника машинного обучения позволяет традиционной OCR распознавать иероглифы и проводить семантический анализ, что является большим продвижением. В 2016 году юмористический персонаж Монах Сяньэр был создан, чтобы отвечать на вопросы посетителей монастыря. Робот-монах Сяньэр, созданный при помощи ИТ и большого объёма данных, имеет функцию восприятия касания и может отвечать на вопросы людей. С помощью буддийских знаний он передает позитивную энергию в интернете, что привлекает внимание людей.